# 보은고속버스터미널
보은고속버스터미널은 충청북도 보은군 보은읍 삼산리 8-3번지 부근에 있던 고속버스터미널이다.

## 현황
1984년 당시 삼화고속, 속리산고속 등의 업체에서 서울(강남) ~ 보은 간 고속버스 노선을 운행했었다.
하지만 보은군 인구의 감소로 이용객이 줄어 1999년 6월에 고속버스 노선 운행이 중단되었으며 이 때 쯤에 터미널이 폐쇄되었다.
터미널 건물은 2010년 2월 까지만 해도 GM대우자동차에서 영업소로 사용하다가 영업소가 이전하면서 3월에 건물은 철거되었다.
2012년 10월 12일부터 서울센트럴시티터미널 ~ 보은군을 운행하는 시외버스 노선이 다시 개통되었으나, 운행은 보은시외버스공용정류장으로 하고 있다.